# Alfred Nossig
Alfred Nossig (ur. 18 kwietnia 1864 we Lwowie, zm. 22 lutego 1943 w Warszawie) – polski rzeźbiarz, dramatopisarz, librecista, działacz polityczny żydowskiego pochodzenia.

## Życiorys

Nossig obok Talata Paszy, Envera Paszy i Halila Paszy, 1915

Urodził się we Lwowie w rodzinie żydowskiej. Był synem Fryderyki (zm. 1899). Jego siostrą była Felicja Nossig, żona Izydora Próchnika i matka Adama Próchnika.
W młodości propagował ideę asymilacji Żydów, czego wyrazem było wydawanie polskojęzycznego dziennika „Ojczyzna”. Wkrótce zmienił poglądy i stał się syjonistą. Jako pierwszy w Polsce w 1887 opublikował opracowanie dotyczące tego nurtu ideowego pod tytułem Próba rozwiązania kwestii żydowskiej. Pod koniec XIX wieku był korespondentem paryskim „Gazety Lwowskiej”. Uczestniczył w I Kongresie Syjonistycznym w Bazylei, gdzie popadł w konflikt z Theodorem Herzlem. Przez długi czas mieszkał i pracował w Berlinie.
Działał na wielu polach – stworzył Żydowską Organizację Kolonizacyjną (AIKO), tworzył opracowania statystyczne dotyczące ludności żydowskiej, rzeźbił (Juda Machabeusz, Król Salomon), napisał libretto do Manru Ignacego Paderewskiego oraz dramaty Wygnanie Żydów i Król Syjonu.
W getcie warszawskim, do którego został przesiedlony, podejmował nieskuteczne próby nawiązania współpracy z Niemcami i uzyskania ich zgody oraz pomocy dla emigracji Żydów z Europy. Po walkach, które miały miejsce w getcie w styczniu 1943, przesłał do władz niemieckich informacje dotyczące ruchu oporu w getcie oraz istnienia i rozmieszczenia na terenie dzielnicy żydowskiej bunkrów. Na wieść o tym Żydowska Organizacja Bojowa wydała na niego wyrok śmierci, który został wykonany 22 lutego 1943 w jego warszawskim mieszkaniu przy ulicy Muranowskiej 42.
Został pochowany na cmentarzu żydowskim przy ulicy Okopowej w Warszawie. Nie wiadomo, gdzie znajduje się jego grób, zachował się jedynie fragment tabliczki z jego nagrobka (w kwaterze 67, rząd 7).